# Paul Rohrbach
Paul Rohrbach ( * 9 de junio de 1846 - 6 de junio de 1871 ) fue un botánico y curador alemán nacido en Berlín. Fue un experto en orquídeas.

## Historia
Rohrbach estudia ciencias en la Universidad de Göttingen, donde uno de sus instructores fue August Grisebach. Más tarde estudia botánica con Alexander Braun en la Universidad de Berlín. Braun fue una importante influencia sobre las investigaciones de Rohrbach en los campos de la morfología comparativa y la sistemática. 
Mientras cursaba sus estudios, Rohrbach publicó una obra sobre el género de orquídeas Epipogium titulada Über den Blüthenbau und die Befruchtung von Epipogium Gmelini ("Acerca de las Blüthenbau y la concepción de Epipogium Gmelini "). También fue autor de un tratado sobre el género Silene llamado Monographie der Gattung Silene. Falleció en Berlín de una enfermedad pulmonar, poco días antes de su 25º cumpleaños.
- La abreviatura «Rohrb.» se emplea para indicar a Paul Rohrbach como autoridad en la descripción y clasificación científica de los vegetales.[1]